# 童子雞

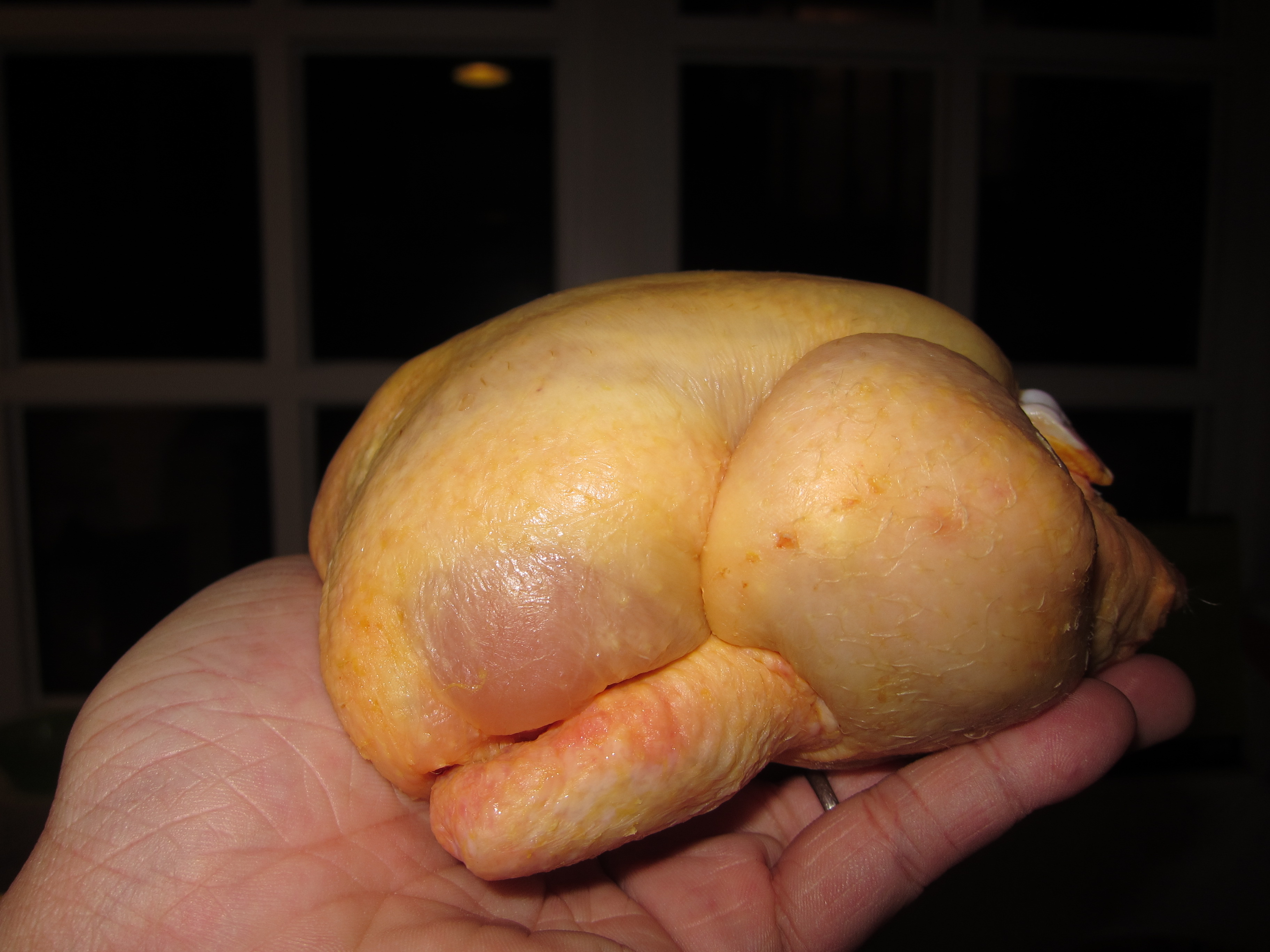
一个童子鸡

童子雞又稱春雞(韓文:어린 햇닭、英文:Spring chicken)，是未長成的小雞，一般只有數周大。
其肉合蛋白质较多，营养价值高。

## 菜式
- 烤小雞
- 桶子雞
- 燒春雞